# Hebius frenatus
Hebius frenatus (вуздечковий вуж) — вид змій родини полозових (Colubridae). Ендемік Малайзії.

## Поширення й екологія
Вуздечкові вужі відомі з двох місцевостей, що лежать у штаті Саравак на заході острова Калімантан. Вони живуть у вологих діптерокарпових лісах і гірських лісах, поблизу водойм.